# Халлер, Зеэв
Зе́эв (Вильге́льм) Халлер (англ. Ze’ev Haller; 1882, Глейвиц, Германия — 1956, Аризона, США) — немецкий и израильский архитектор.

## Биография
Зеэв (Вильгельм) Халлер родился в Германии, в еврейской семье. Изучал архитектуру в Высшем Техническом Институте в Дармштадте, Германия (англ. Technical High Institution of Dramstadet, Germany). В 1914-1932 гг. работал самостоятельно в Лейпциге, Германия. В 1932 году совершил алию и был одним первых, кто открыл свою собственную фирму в Эрец-Исраэль на первом году после эмиграции. С 1933 по 1954 спроектировал и построил большое количество жилых зданий в Тель-Авиве. В 1934 году  получил второе место в муниципальном конкурсе на благоустройство пляжа в Тель-Авиве. В 1954 году  эмигрировал в США. Скончался в 1956 году в Аризоне, США.

## Избранные проекты и постройки
В Германии:
- Еврейское кладбище. Халла/Саале (1929)
- Военный Мемориал. Лейпциг
- Кладбищенская аудитория, Лейпциг

Жилые здания в Тель-Авиве:
- Улица Мацех, 51 (Иегуда Халеви, 60) (1933)
- Улица Херцл, 79 (1934)
- Улица Бен Еhуда, 120 (1934)
- Улица Левински, 46-48 (1935)
- Улица Страусс, 3 (дом Бруно) (1935)
- Улица Иделсон, 14 (1936)
- Улица короля Георга, 54 (Дизенгофф, 48, Дом Хоренстейна) (1936)